# Niels Christian Esmann
Niels Christian Esmann (29. februar 1832 i Nyborg – 27. november 1901 i København) var en dansk officer, bror til Edvard Ferdinand Esmann og far til Gustav og Sigvard Esmann.
Hans forældre var købmand Gustav Ferdinand Esmann (1800-1842) og Henriette Christine Bagge (1802-1872), der var norskfødt. Esmann deltog i den 2. Slesvigske Krig 1864, hvor han som premierløjtnant besatte Æbelø, og udgav i 1884 en bog om begivenhederne med fokus på Christian Aarøe (N.C. Esmann: Det Aarøeske strejfkorps i 1864, 1884). Han sluttede sin karriere i Hæren som generalmajor i infanteriet. Han var Kommandør af 1. grad af Dannebrog og Dannebrogsmand.
Han ægtede den 25. oktober 1859 i Garnisons Kirke Adelheid Nathalia Erasmine Weber (17. september 1835 i København – 9. februar 1922 sammesteds), datter af tømrermester Carl Friedrich Weber og Maria Anthonetta Lehmann og søster til fabrikanten Theobald Weber.
Han er begravet på Garnisons Kirkegård.